# Transmutations
Pour les articles homonymes, voir Underworld.
Pour plus de détails, voir Fiche technique et Distribution.
Transmutations (Underworld) est un film britannique, sorti en 1985.

## Fiche technique
- Titre original : Underworld
- Titre français : Transmutations
- Réalisation : George Pavlou
- Scénario : Clive Barker et James Caplin
- Photographie : Syd Macartney
- Musique : Freur
- Production : Kevin Attew, Al Burgess, Graham Ford, Paul Gwynn, Don Hawkins et Charles Band
- Pays d'origine : Royaume-Uni
- Format : Couleurs - Stéréo
- Genre : Horreur
- Durée : 90 minutes
- Date de sortie : 1985

## Distribution
- Larry Lamb (vf : Pierre Laurent) : Roy Bain
- Denholm Elliott : Dr. Savary
- Steven Berkoff (vf : Richard Leblond) : Hugo Motherskille
- Nicola Cowper : Nicole
- Irina Brook : Bianca
- Ingrid Pitt : Pepperdine
- Art Malik (vf : Jean-Louis Faure) : Buchanan
- Sean Chapman : Buchanan
- Miranda Richardson : Oriel